# Bok van Blerk
Louis Andreas Pepler (Pretoria, 30 maart 1978), beter bekend als Bok van Blerk, is een zanger uit Zuid-Afrika. Hij geniet vooral populariteit onder de blanke Afrikaanstalige bevolking. Bok van Blerk is door het lied de la Rey ook bekend geworden in het overwegend Afrikaanstalige buurland Namibië.

## Biografie
Bok van Blerk is geboren in Boschkop, ten oosten van de Zuid-Afrikaanse hoofdstad Pretoria. Van Blerk groeide op in Pretoria en ging daar naar Laerskool Menlopark en daarna naar Hoërskool Die Wilgers. Na zijn schoolloopbaan aan Die Wilgers heeft hij negen maanden in Rotterdam rugby gespeeld en gestudeerd aan de Hogeschool Rotterdam. Daar studeerde hij bouwkunde, na het halen van zijn diploma heeft hij zeven jaar voor een bouwbedrijf gewerkt voordat hij een professionele zanger werd.

## Muziekleven
In maart 2006 komt het album “Jy praat nog steeds my taal” door Bok van Blerk en die Mossies uit. Hetzelfde album wordt in oktober 2006 weer uitgegeven, deze keer onder de naam De la Rey en nu alleen met de naam Bok van Blerk. Volgens Van Blerk zijn die mossies verwijderd aangezien zijn mede-zanger, Tanya van Graan, te veel bezig was met modelwerk. De hit de la Rey is een opzwepende ballad waarin wordt verwezen naar generaal Koos de la Rey, een held uit de Tweede Boerenoorlog. Het lied roept op tot een hernieuwd volksbewustzijn onder Afrikaners in een post-Apartheid Zuid-Afrika waarin het Afrikaans gemarginaliseerd is. “Jy praat nog steeds my taal” slaat aan onder nationalisten maar is voor velen een tegenvaller omdat er verder alleen drinkliederen en eenvoudige liefdesliedjes op staan.
Van Blerk wordt begeleid door Manie van Niekerk op gitaar (ook soms door Jaco Mans op gitaar), Francois Coetzee op basgitaar en Natan Smith op de drums. Zijn tweede soloalbum Afrikanerhart kwam uit in 2009 en werd een van de bestverkochte Afrikaanse cd's van 2010. Daarnaast heeft Bok van Blerk samen met enkele andere Afrikaanssprekende artiesten het album: Ons vir jou Suid Afrika uitgebracht. Deze cd staat geheel in het teken van het Zuid-Afrikaans rugbyteam: die Springbokke.

## Albums
- 2006: De La Rey (Jy praat nog steeds my taal)
- 2007: Ons vir jou Suid-Afrika
- 2009: Afrikanerhart
- 2010: My Kreet
- 2013: Steek Die Vure Aan
- 2014: Sing Afrikaners Sing
- 2016: Van De La Rey Tot Nou

## Filmografie
- Modder en Bloed, 2016
- Leading Lady, 2014
- Vrou Soek Boer, 2014 als Stander
- Platteland, 2011